# Хавренко, Василий Михайлович
Василий Михайлович Хавренко (укр. Василь Михайлович Хавренко; 11 января 1928 год, Зелёное — 1993 год, Жёлтые Воды) — бригадир забойщиков Восточного горно-обогатительного комбината Министерства среднего машиностроения СССР, Днепропетровская область, Украинская ССР. Герой Социалистического Труда (1966). Депутат Верховного Совета УССР 7 — 9 созывов. Член Президиума Верховного Совета УССР 8 созыва. Полный кавалер знака «Шахтёрская слава».

## Биография
Родился 11 января 1928 года в крестьянской семье в селе Зелёное.
Пятнадцатилетним подростком начал работать в местном колхозе. Получил среднее образование. В 1948 году окончил школу фабрично-заводского обучения (горно-промышленный техникум) в поселке Жёлтая Река (позднее — Жёлтые Воды) Днепропетровской области.
С 1948 года — проходчик, машинист бойлерной установки шахты «Капитальная» Днепропетровской области.
С 1960 по 1976 год — бригадир бригады проходчиков шахты «Новая» Восточного горно-обогатительного комбината в городе Желтые Воды Днепропетровской области. Бригада, которой руководил Василий Хавренко, за время семилетки (1959—1965) выполнила более 8 годовых норм. В 1966 году удостоен Государственной премии СССР «за выдающиеся заслуги в выполнении планов 1959—1965 годов и создание новой техники».
В 1965 году вступил в КПСС. Избирался депутатом Верховного Совета УССР 7 — 9 созывов и делегатом XXIV съезда КПСС.
С 1976 по 1988 год — наставник на шахте «Новая» Восточного горно-обогатительного комбината Днепропетровской области.
В 1988 году вышел на пенсию. Проживал в городе Жёлтые Воды Днепропетровской области, где скончался в 1993 году.

## Награды
- Герой Социалистического Труда — указом Президиума Верховного Совета СССР от 29 июля 1966 года
- Орден Ленина
- Орден Трудовой Славы III степени
- Знак «Шахтёрская слава» I, II, III степеней
- Почётный гражданин города Жёлтые Воды[1]
- Почётный горняк